# Prima Charter
Prima Charter was een Poolse luchtvaartmaatschappij met thuisbasis in Warschau.

## Geschiedenis
Prima Charter werd opgericht in 2005 als Fischer Air Polska door Fischer Air uit Tsjechië. Na overname door een groep investeerders in 2006 werd de naam op 12 maart 2007 gewijzigd in Prima Charter. In 2008 werd Prima Charter opgeheven.

## Vloot
De vloot van Prima Charter bestond uit: (april 2007)
- 1 Boeing B-757-200